# 拟单性木兰属
拟单性木兰属（学名：Parakmeria）是木兰科下的一个属，为常绿乔木植物。该属共有峨眉拟单性木兰（P. omeiensis）、云南拟单性木兰（P. yunnanensis）等5种，分布于中国西南至东南部。